# Молино (Вологодская область)
Молино — деревня в Белозерском районе Вологодской области.
Входит в состав Шольского сельского поселения, с точки зрения административно-территориального деления — в Шольский сельсовет.
Расположена на левом берегу реки Шолы. Расстояние по автодороге до районного центра Белозерска составляет 123 км, до центра муниципального образования села Зубово — 20 км. Ближайшие населённые пункты — Линяково, Мартыново, Нижний Двор, Поповка.
Население по данным переписи 2002 года — 3 человека.